# Alternativa listan
Alternativa listan är en marknadsplats för aktiehandel i onoterade företag. Verksamheten går ut på att erbjuda en fungerande andrahandsmarknad i aktier med lägre regelkrav och kostnader för företaget än vad en börsnotering innebär. Alternativa listan står under Finansinspektionens tillsyn[förklaring behövs] och grundades 2002 under namnet Alternativa aktiemarknaden av Investment AB Spiltan tillsammans med bland andra Carl-Johan Högbom och Kent Söderström. Idag är verksamheten en del av gräsrotsfinansieringsföretaget Pepins Group och arrangerat handel i ett 20-tal bolag, Handel bedrivs månadsvis och bland de listade företagen finns Garpco och Investment AB Spiltan.